# William Jordan, Baron Jordan

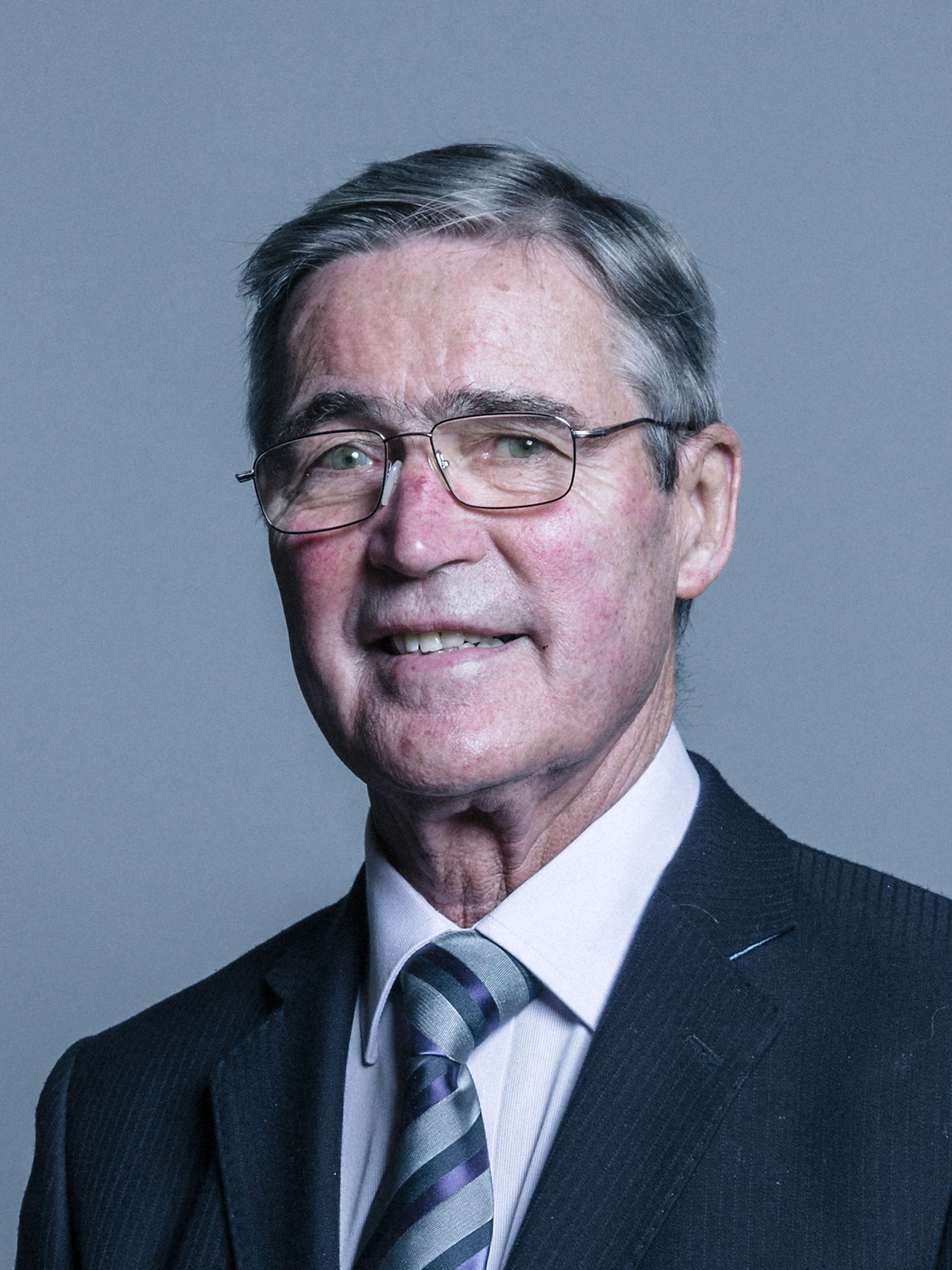
William Jordan, Baron Jordan

William Brian Jordan, Baron Jordan, CBE (* 28. Januar 1936), bekannt als Bill Jordan ist ein britischer Ökonom und Politiker.
Der Sohn von Walter und Alice Jordan ging auf die Barford Road Secondary modern school in Birmingham.
Er war von 1986 bis 1995 Präsident der Amalgamated Engineering Union (AEU), später umbenannt zur Amalgamated Engineering and Electrical Union (AEEU).Gleichzeitig war er Mitglied des Zentralausschusses des Trades Union Congress (TUC). 1995 wurde er Generalsekretär des Internationalen Bundes Freier Gewerkschaften; den Posten behielt er bis 2002.
Er war auch jahrelanger Leiter der London School of Economics von 1987 bis 2002 und von 1988 bis 1998 der BBC.
Jordan wurde 1992 zum Commander of the Order of the British Empire (CBE) ernannt und wurde am 5. Juni 2000 als Baron Jordan, of Bournville in the County of West Midlands, zum Life Peer erhoben.
Er ist seit 1958 verheiratet mit Jean Ann Livesey; sie haben drei Töchter.